# Tondeur de moutons
Pour les articles homonymes, voir Tondeur.
Un tondeur de moutons est une personne qui tond la toison de laine des moutons. En général, la tonte d'un mouton se fait en une seule pièce appelée la toison. La plupart des tondeurs professionnels utilisent des tondeuses électriques à moteur suspendu avec une transmission par cardan. Ces spécialistes se déplacent de ferme en ferme au moment de la saison de tonte, au printemps.
En moyenne, un tondeur professionnel tond 100 à 150 moutons par jour, et certains champions australiens atteignent jusqu'à 300 moutons.

## Formation

### En France
En France, il existe une association de tondeurs de moutons : ATM, association loi de 1901, créée en 1985. 
Elle regroupe les professionnels de la tonte en France et est entièrement indépendante. Ces buts sont de valoriser la profession de tondeur de moutons et de développer une coordination interprofessionnelle.
Elle a trois secteurs d'activités :
- la formation par des tondeurs instructeurs ;
- l'organisation de concours de tonte nationaux et internationaux (elle envoie donc une équipe française aux championnats du monde qui se déroulent tous les deux ans) ;
- la publication d'une revue professionnelle bien connue Déshabillez-moi qui sert de lien et de vitrine du milieu des tondeurs.

## Emploi

### En France
La tonte en France est une activité souvent familiale pour les petits troupeaux de particuliers, cependant certains tondeurs sont spécialisés dans la tonte dans les petits élevages et parc zoologiques. Il existe également des tondeurs spécialisés dans les chèvres ou de camélidés, beaucoup plus rares mais avec une certaine demande. Il y a enfin la catégorie des tondeurs en élevage professionnels, qui eux se déplacent pour des chantiers importants (plus de 30 brebis), travaillant en équipe quand les troupeaux sont grands (500 brebis ou plus) ou qu'ils font tout un secteur géographique. Ils font souvent de la tonte « hors saison » si c'est leur seul emploi, c'est-à-dire qu'ils tondent les animaux à la rentrée en bergerie ou les agneaux à l'engraissement (pour la croissance) ou bien encore juste avant l'agnelage. Pour contacter un tondeur, il est possible de demander à un éleveur voisin qui lui tond ses animaux, lire les annonces de la presse rurale ou bien aller sur internet (sites d'annonces). Pour les petits troupeau la tonte se fait entre amis ou sans déclarer le revenu, cependant les tondeurs dits professionnels font ce métier dans le cadre de la microentreprise ou de la double activité agricole.